# Atletismo nos Jogos Pan-Americanos de 1971 - 110 m com barreiras masculino
A prova dos 110 m com barreiras masculino nos Jogos Pan-Americanos de 1971 foi realizada em Cali, Colômbia.

## Medalhistas
| Ouro                           | Prata                          | Bronze                |
| Rod Milburn USA Estados Unidos | Arnaldo Bristol PUR Porto Rico | Juan Morales CUB Cuba |

## Resultados
| Posição           | Nome              | Nacionalidade      | Tempo | Notas |
| ----------------- | ----------------- | ------------------ | ----- | ----- |
| Medalha de ouro   | Rod Milburn       | USA Estados Unidos | 13.46 |       |
| Medalha de prata  | Arnaldo Bristol   | PUR Porto Rico     | 13.81 |       |
| Medalha de bronze | Juan Morales      | CUB Cuba           | 13.85 |       |
| 4                 | Godfrey Murray    | JAM Jamaica        | 13.99 |       |
| 5                 | Alejandro Casañas | CUB Cuba           | 14.17 |       |
| 6                 | Tony Nelson       | CAN Canadá         | 14.49 |       |
| 7                 | Alexis Rendón     | VEN Venezuela      | 14.61 |       |